# Rodrigo Núñez
Rodrigo Fabián Núñez Ortíz (* 5. Februar 1977 in Santiago de Chile) ist ein ehemaliger chilenischer Fußballspieler. Der offensive Mittelfeldspieler gewann mit der U-23 Chiles die Bronzemedaille bei den Olympischen Spielen 2000.

## Karriere

### Verein
Rodrigo Núñez gab sein Profidebüt CD Cobresal und wechselte zur Saison 2000 zu den Santiago Wanderers. Bei den Wanderers erlebte er eine erfolgreiche Zeit mit dem Gewinn der Meisterschaft 2001. Nach weiteren Stationen in der Primera División ging der 1,79 m große Offensivspieler 2009 erst zu Deportes Antofagasta in die Primera B und ein Jahr später zu Deportes Iquique, mit denen er sowohl die Meisterschaft der Primera B als auch die Copa Chile gewann. 2011 beendete Núñez dort seine Karriere. Später war Núñez als Jugendtrainer tätig.

### Nationalmannschaft
Im Jahr 2000 gewann Rodrigo Núñez mit der chilenischen Olympiaauswahl die Bronzemedaille bei den Olympischen Sommerspielen in Sydney.
Sein Debüt in der A-Nationalmannschaft gab Núñez unter Nelson Acosta im Februar 2000 bei einem Freundschaftsturnier im Spiel gegen Australien, als er für Miguel Ramírez in der 62. Spielminute eingewechselt wurde. Bei der Copa América 2001 absolvierte Núñez das dritte Gruppenspiel gegen Kolumbien und das Viertelfinale gegen Mexiko. Beide Spiele verlor La Roja mit 0:2 und schied aus dem Turnier aus. Danach kam kein weiterer Länderspieleinsatz hinzu, so dass er insgesamt sechs Mal für die Auswahl Chiles auflief.

## Erfolge
Cobresal
- Chilenischer Zweitligameister: 1998

Santiago Wanderers
- Chilenischer Fußball-Meister: 2001

Deportes Iquique
- Chilenischer Zweitligameister: 2010
- Chilenischer Pokalsieger 2010

Chile
- Olympische Spiele 2000: Bronze